# رژیم مد روز

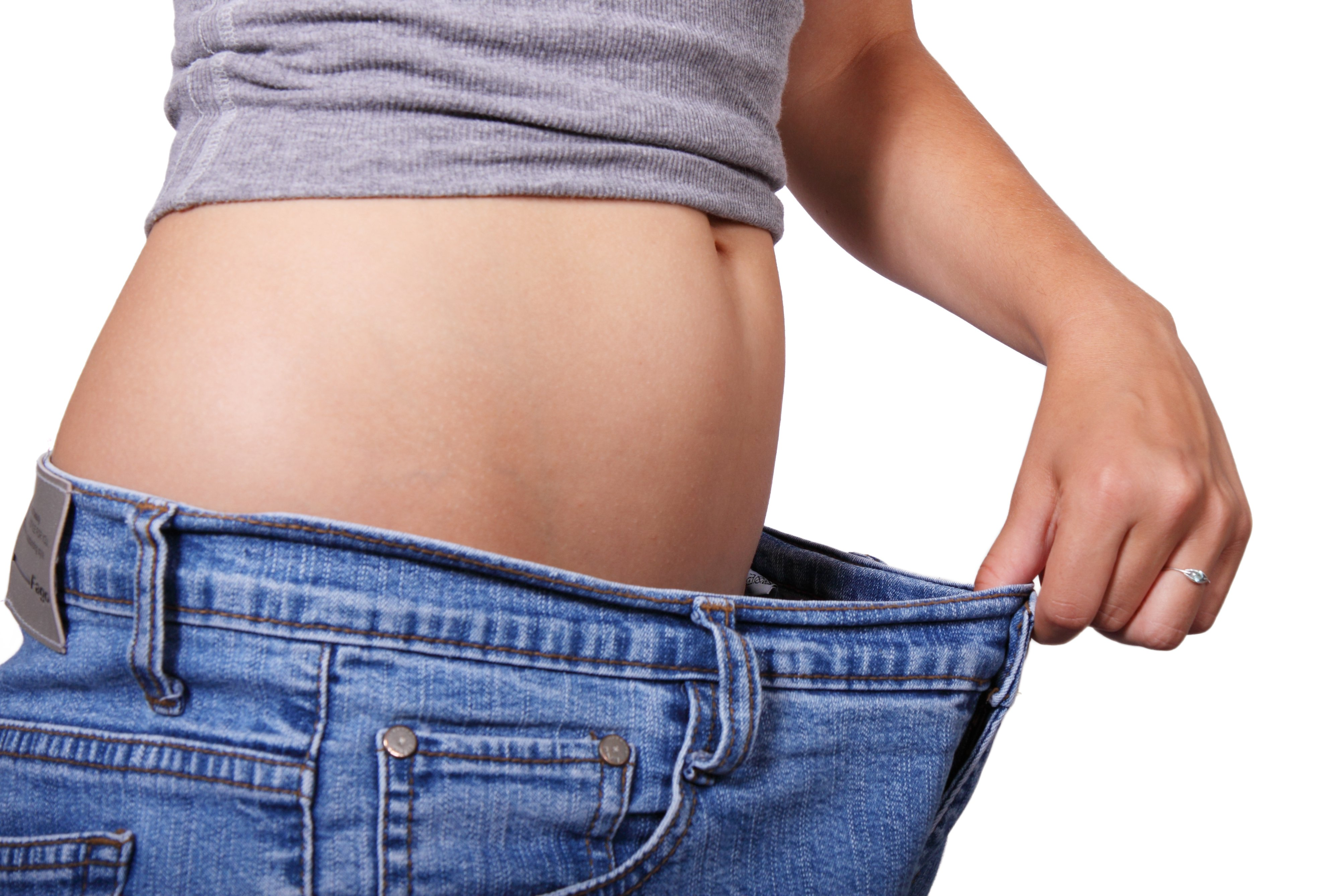
رژیم‌های مد روز، رژیم‌های غذایی غیر استاندارد اما به شدت محبوب هستند و اغلب نوید کاهش چشمگیر وزن را می‌دهند اما اکثر آنها فاقد شواهد علمی و برای برخی خطرناک‌ترین توصیه‌های رژیم غذایی است

رژیم مد روز (انگلیسی: Fad diet) یک رژیم غذایی خاص است که می‌تواند برای مدتی محبوب یا به اصطلاح باب روز باشد. چنین رژیم‌هایی بیشتر در مقوله‌هایی همچون صنعت مد، که توصیه‌های استانداردسازی رژیم غذایی و کاهش سریع وزن را وعده می‌دهند به شدت طرفدار دارد. هیچ تعریف واحدی از رژیم مد روز وجود ندارد و این رژیم، شامل انواع در هم آمیخته‌ای از رژیم‌های غذایی مختلف با رویکردها و شواهد مختلف به همراه مزایا و معایب متفاوت است و همیشه در حال تغییر است.
رژیم‌های مد روز اغلب همراه با ادعاهای اغراق‌آمیزی همچون کاهش وزن سریع (معمولاً بیش از ۱ کیلوگرم در هفته) هستند و ادعاهای بهبود سلامتی به کمک سم‌زدایی و گاهی پیشنهادهای خطرناک همانند انتخاب وعده‌های بسیار محدود و ناچیز غذایی را نیز مطرح می‌کنند که در برخی مواقع، پیشنهادهای غیر خوراکی و نامعقولی همچون کرک پنبه هم در آنها یافت می‌شود. توصیه‌های بسیاری مبنی بر خودداری از رژیم‌های بسیار محدود مطرح‌شده‌است. در بهترین حالت احتمالی، رژیم مد روز می‌تواند به کمک روش‌های نوظهور و جذاب در کاهش دریافت کالری اثرگذار باشد اما در بدترین حالت ممکن، از دیدگاه پزشکی برای فرد نامناسب، ناپایدار یا حتی ممکن است خطرناک باشند. از تأیید و تبلیغات افراد مشهور غالباً برای ترویج رژیم‌های مد روز استفاده می‌شود که گاهی ممکن است به فروش محصولات مرتبط در این زمینه هم کمک نماید و درآمد قابل‌توجهی نیز برای سازندگان اینگونه محصولات به همراه داشته باشد. فارغ از شواهد موفقیت یا عدم موفقیت، رژیم مد روز به شدت محبوب است و سالانه بالغ بر ۱۵۰۰ کتاب در این زمینه منتشر می‌شود و بسیاری از مصرف‌کنندگان چنین رژیمی، سالانه ۳۵ میلیارد دلار برای این صنعت در ایالات متحده گردش مالی به همراه می‌آورند. حدود ۱۴ تا ۱۵٪ از آمریکایی‌ها اعلام کرده‌اند که از رژیم مد روز برای کاهش وزن کوتاه‌مدت استفاده کرده‌اند.
اگر چه متخصصان تغذیه و بهداشت به رژیم‌های مد روز با دیدهٔ شک و تردید می‌نگرند، با این همه برخی از آنها شواهد علمی و کاربرهای درمانی پیدا کرده‌اند، همانند رژیم غذایی کتوژنیک و تأثیر آن بر صرع. و همین‌طور، رژیم مد روز به دلیل ایجاد محدودیت کالری به همراه رژیم غذایی مدیترانه‌ای، برای چاقی و دیابت نیز مؤثر هستند.

## نگارخانه

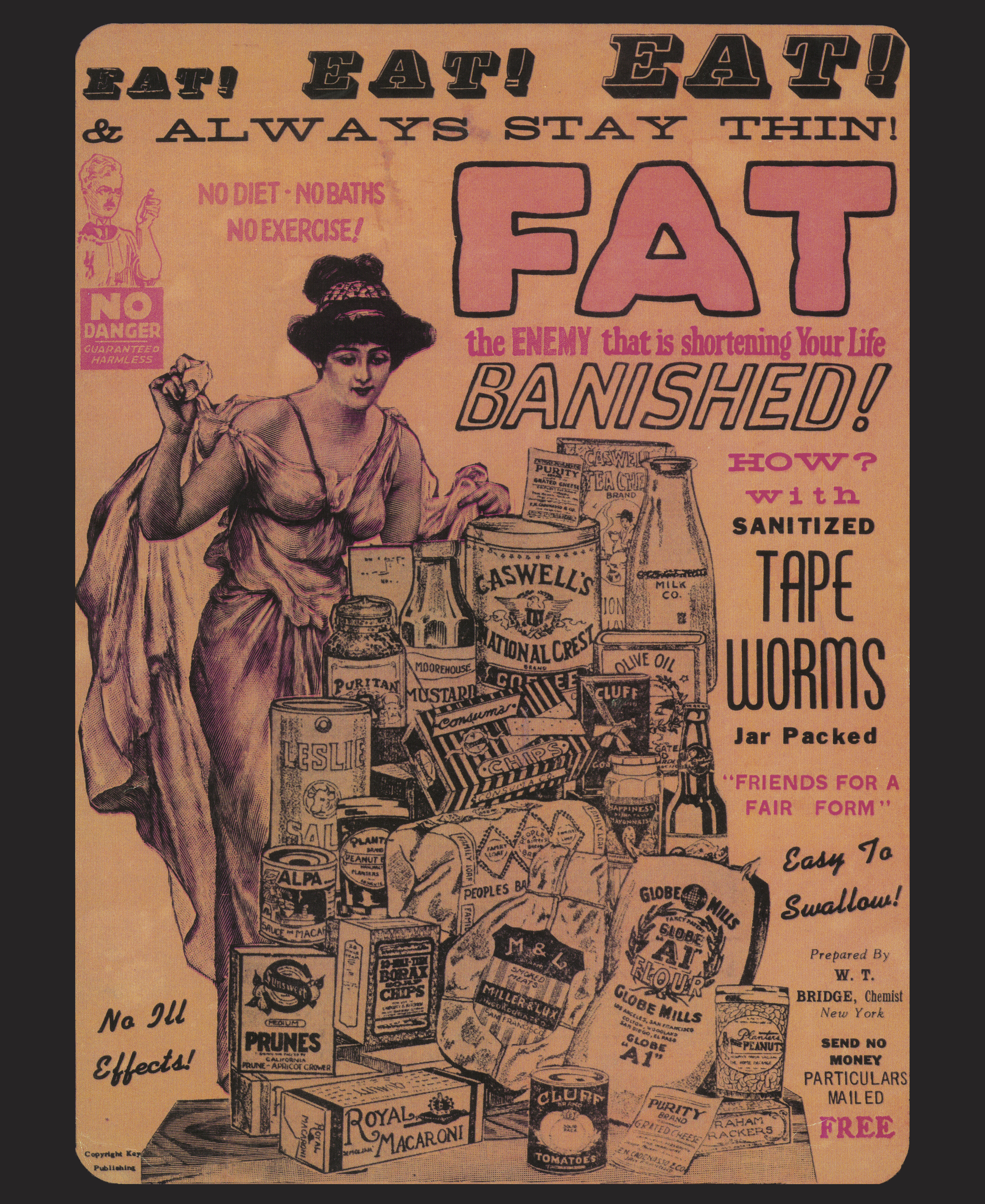
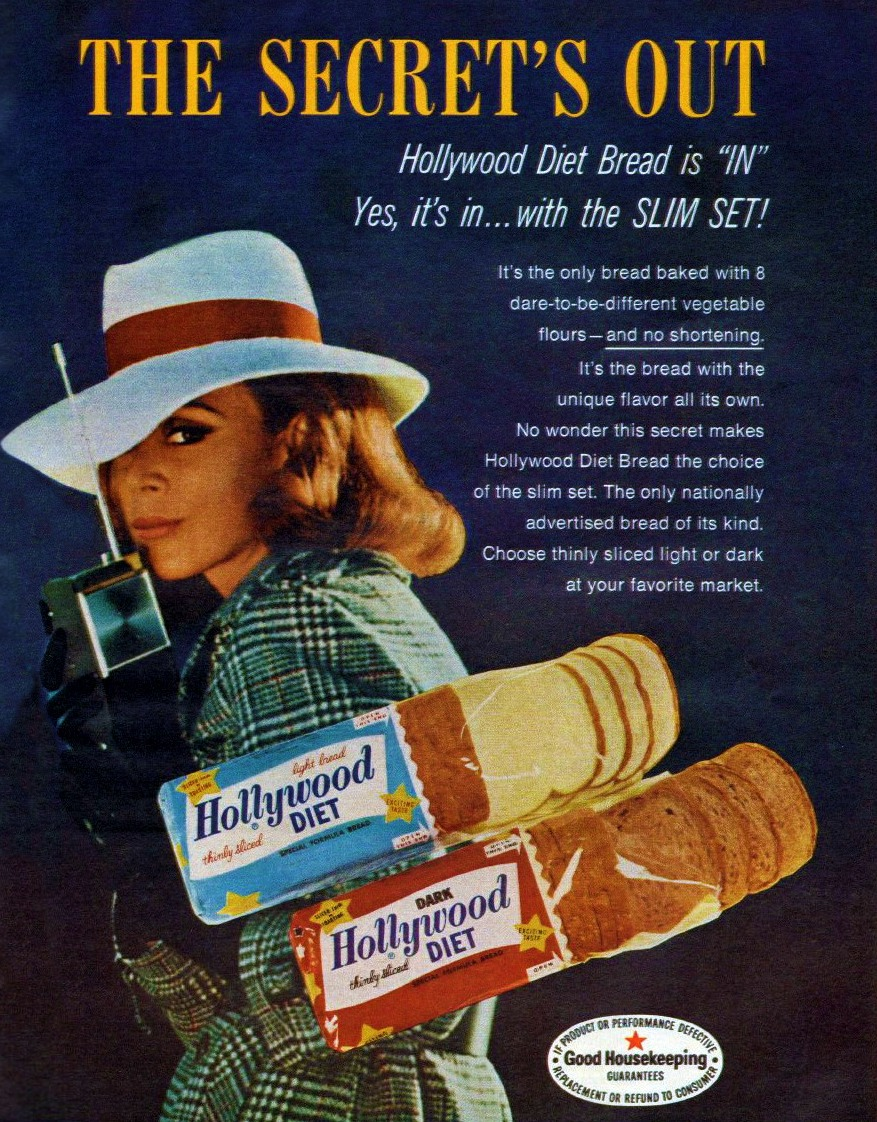
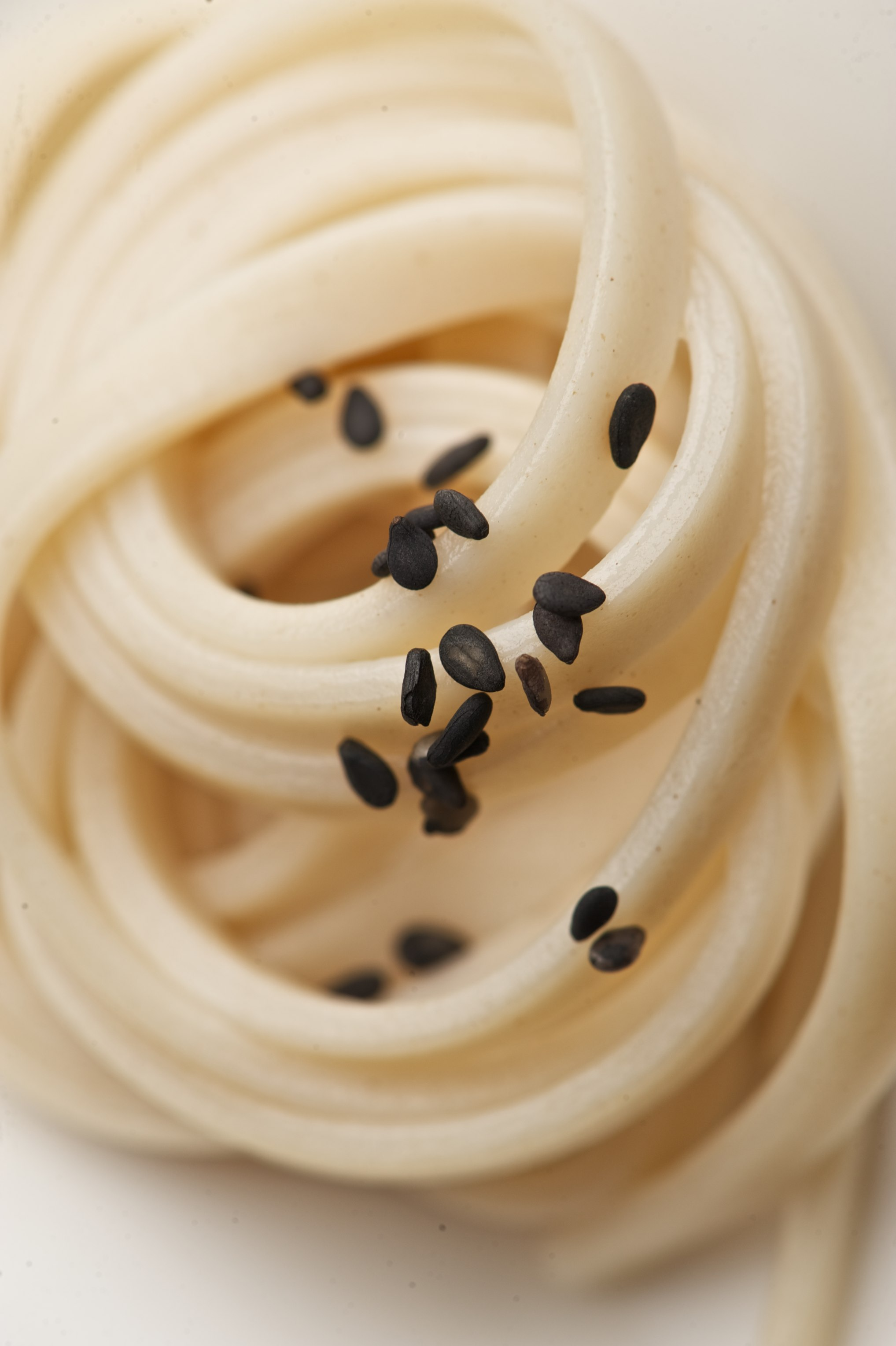
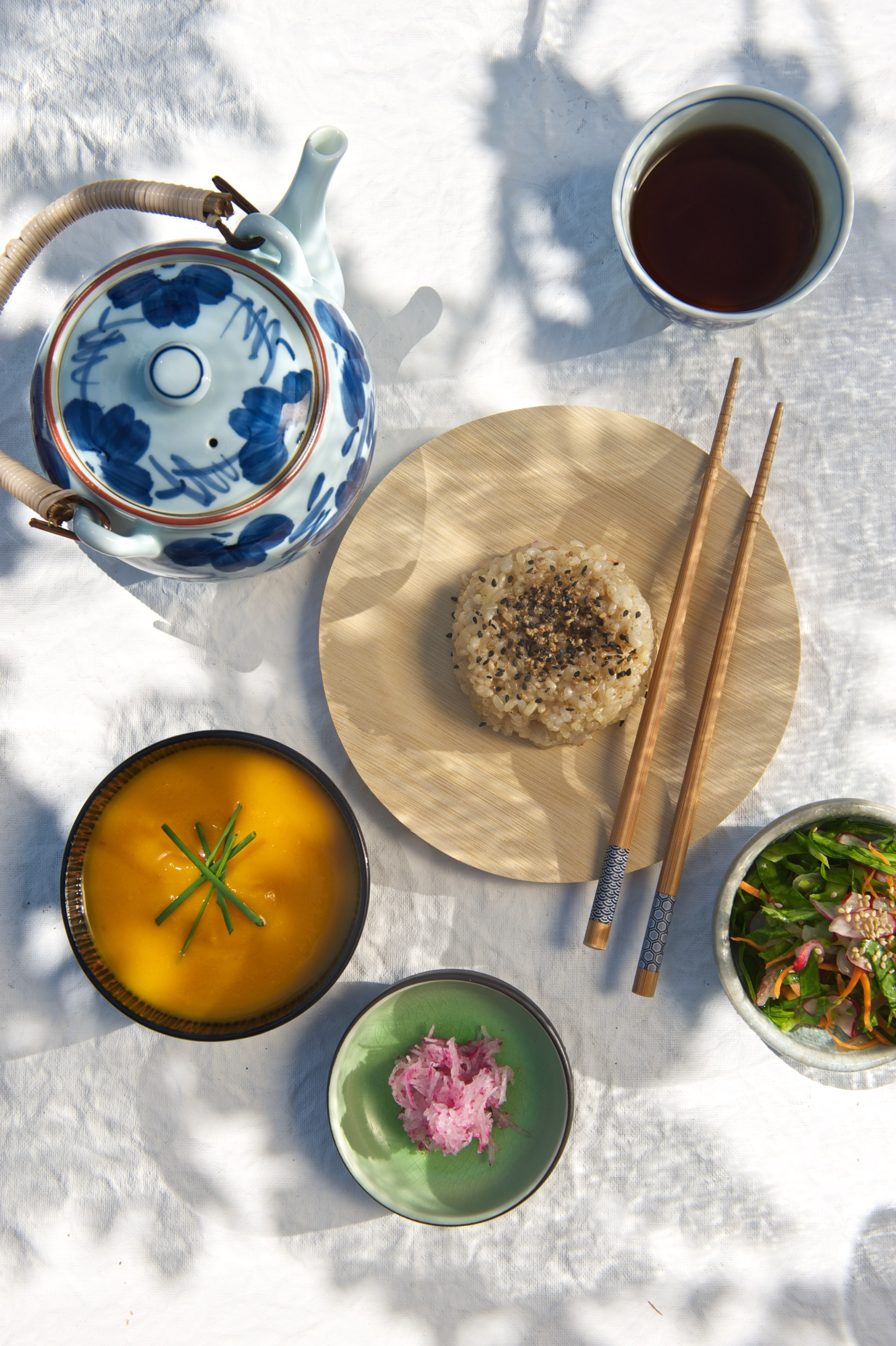
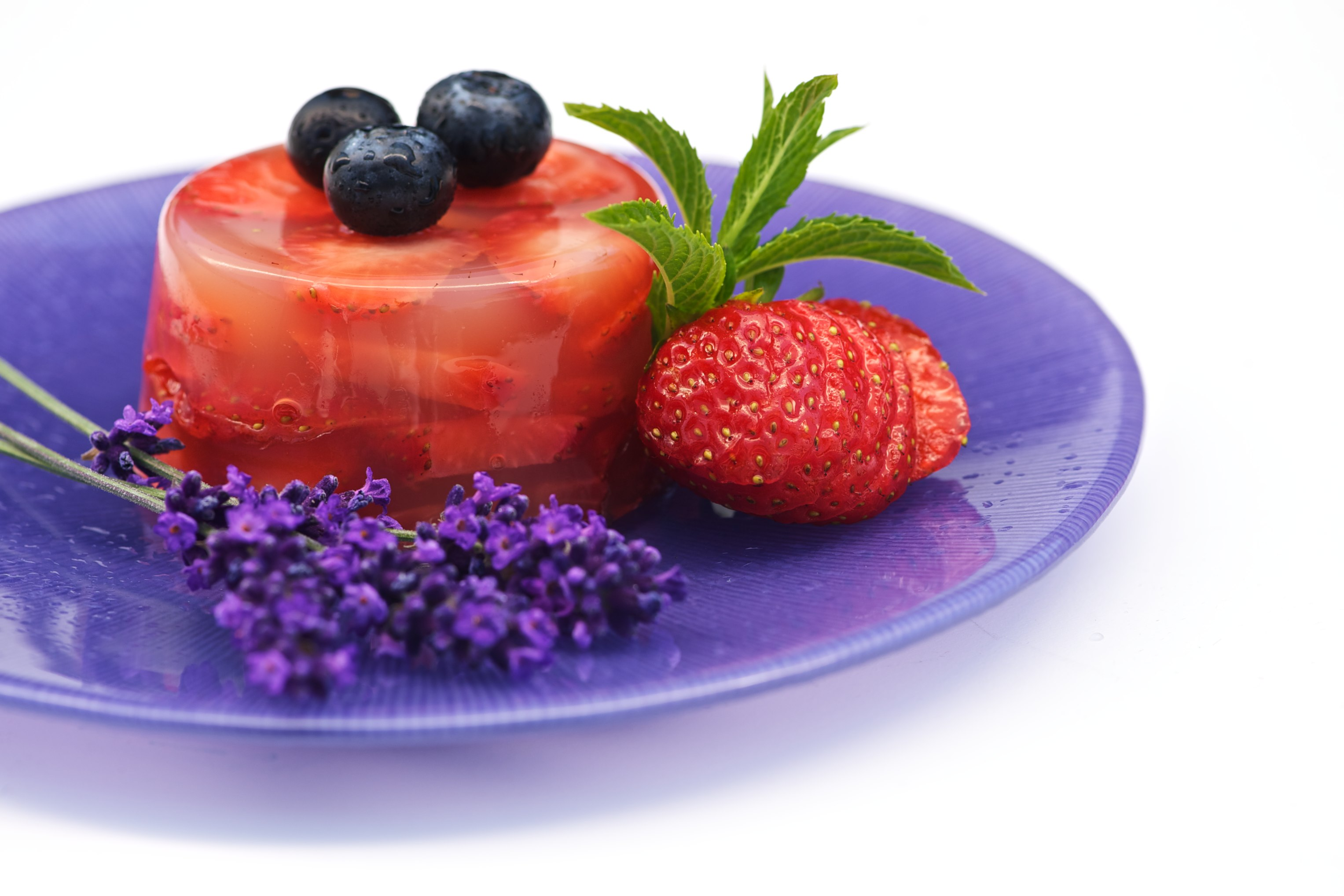
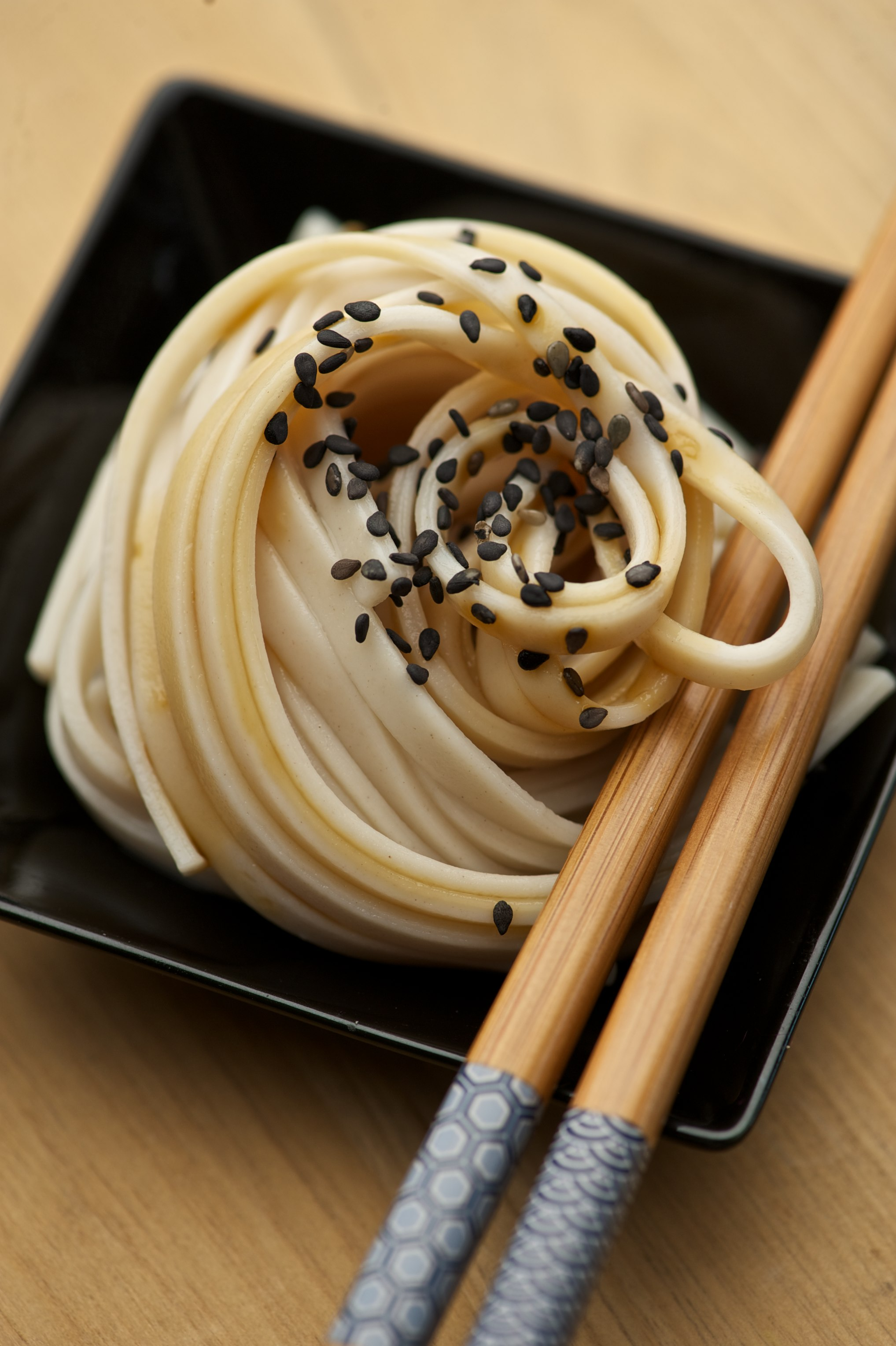